# Чернов Сергій Іванович
Сергі́й Іва́нович Черно́в (нар. 22 серпня 1961 року, м. Красноград Красноградського району Харківської області) — український політик, чиновник та діяч місцевого самоврядування. Голова Харківської обласної ради (з 7 жовтня 2008 по 11 грудня 2020 року). Президент Всеукраїнської асоціації органів місцевого самоврядування "Українська асоціація районних та обласних рад" (з 15 липня 2010 року). Представник України у Бюро CORLEAP (Конференції місцевих та регіональних влад країн Східного партнерства). Член делегації України у Конгресі місцевих та регіональних влад Ради Європи, член Палати регіонів (з 2011 по 2016 роки, з 2021 року по теперішній час), віце-президент Палати регіонів Конгресу Ради Європи. Член Конституційної Комісії. 
Інженер, юрист. Доктор наук з державного управління, професор. Заслужений працівник сільського господарства України. Дійсний член Інженерної академії України. Почесний громадянин Красноградського району. Почесний громадянин Харкова.

## Біографія
Народився 22 серпня 1961 року у м. Красноград Красноградського району Харківської області.
1978—1983 рр. — здобув вищу освіту в Харківському інституті механізації та електрифікації сільського господарства (спеціальність «механізація сільського господарства», кваліфікація «інженер-механік»).
1983—1986 рр. — інженер, старший інженер на виробничому об'єднанні «Сортнасінняпром».
1986—1990 рр. — провідний спеціаліст Агропромислового комітету області.
1990—1992 рр. — провідний, головний спеціаліст об'єднання «Агропромрада» (м. Харків).
1992—1994 рр. — головний спеціаліст Харківського обласного управління сільського господарства.
1994—1997 рр. — начальник відділу по організації фермерських господарств облсільгоспуправління.
1997—1999 рр. — отримав другу вищу освіту у Харківській філії Української Академії державного управління при Президентові України (спеціальність «державне управління», кваліфікація «магістр державного управління»).
1997—2001 рр. — заступник начальника Головного управління сільського господарства, начальник управління технічної політики Харківської обласної державної адміністрації.
2001—2005 рр. — економічний радник голови Харківської обласної державної адміністрації.
2005—2006 рр. помічник-консультант Народного депутата України.

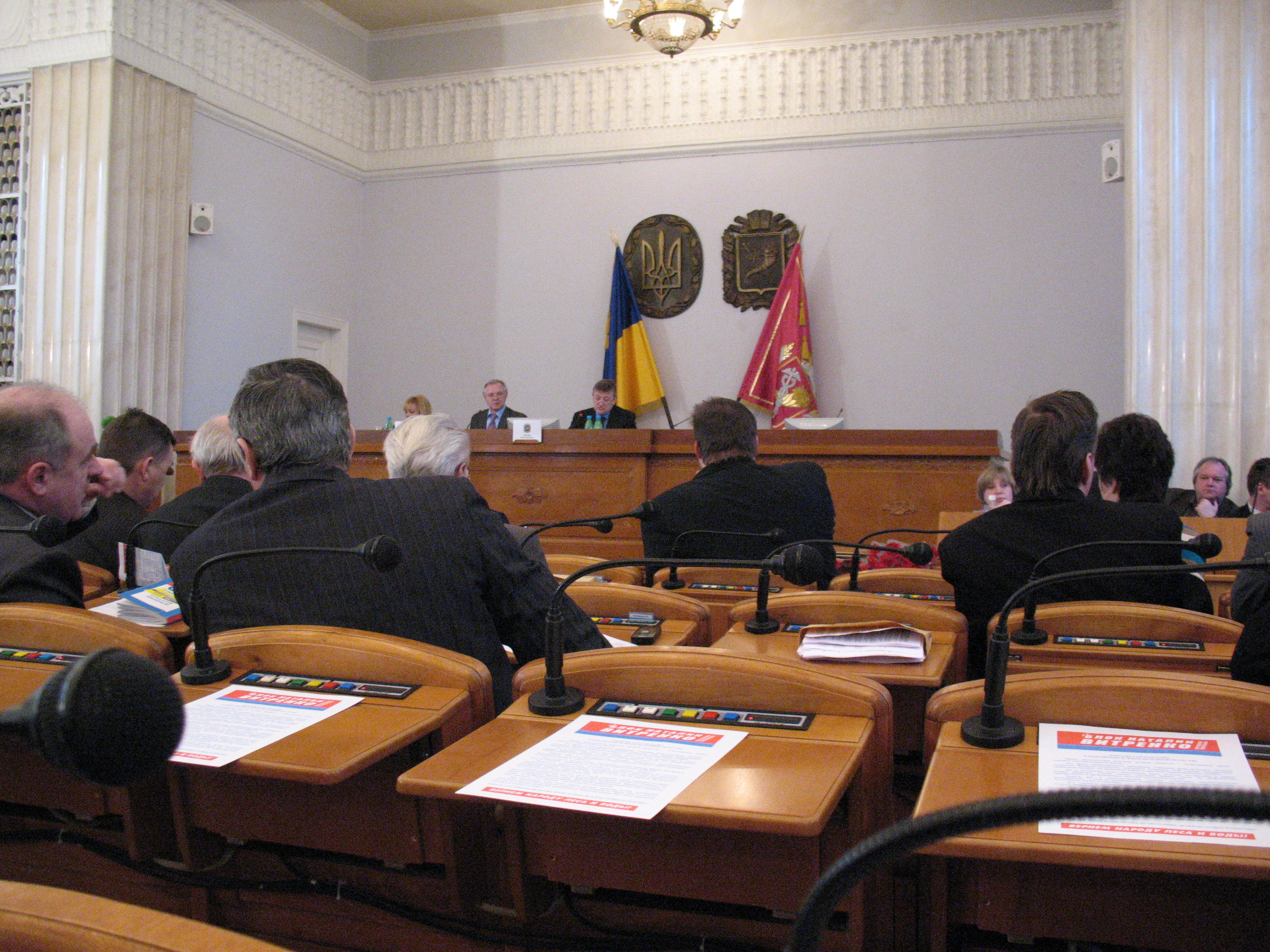
Сергій Чернов (у президії) веде сесію Харківської обласної ради, 17 квітня 2011 року

26 березня 2006 р. обраний депутатом Харківської обласної ради V скликання від Партії регіонів. 
В 2006 та 2007 роках невдало балотувався на виборах до Верховної Ради України від Партії регіонів. 
28 квітня 2006 р. обраний заступником голови Харківської обласної ради, а 7 жовтня 2008 р. — головою Харківської обласної ради V скликання.
21 листопада 2008 року обраний президентом Асоціації органів місцевого самоврядування Харківської області.
З 2009 року президент Міжнародного дитячого медіафестивалю "Дитятко".
У липні 2010 року обраний президентом Всеукраїнської асоціації органів місцевого самоврядування «Українська асоціація районних та обласних рад».

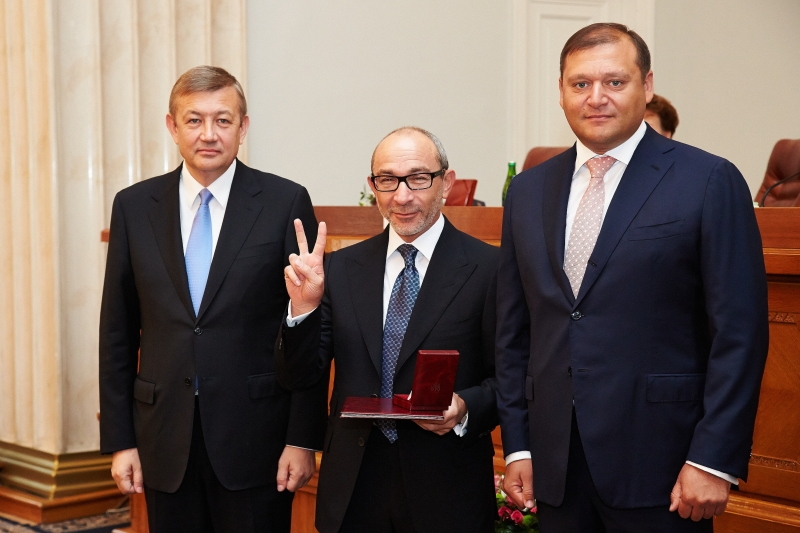
Ліворуч праворуч: Голова Харківської обласної ради Сергій Чернов, міський голова Харкова Геннадій Кернес, голова Харківської обласної державної адміністрації Михайло Добкін. Після вручення Кернесу Почесної грамоти Верховної Ради України. 29 серпня 2013

31 жовтня 2010 року обраний депутатом Харківської обласної ради VI скликання по одномандатному мажоритарному округу № 47 (Красноградський р-н).
25 листопада 2010 року обраний головою Харківської обласної ради VI скликання.
У грудні 2010 року обраний заступником голови Консультативної ради з питань місцевого самоврядування при голові Верховної Ради України.
C 2011 року до 2016 року входив до складу делегації України у Конгресі місцевих та регіональних влад Ради Європи, член Палати регіонів, віце-президент Палати регіонів Конгресу Ради Європи.
25 жовтня 2015 року обраний депутатом Харківської обласної ради VII скликання від партії «Відродження».

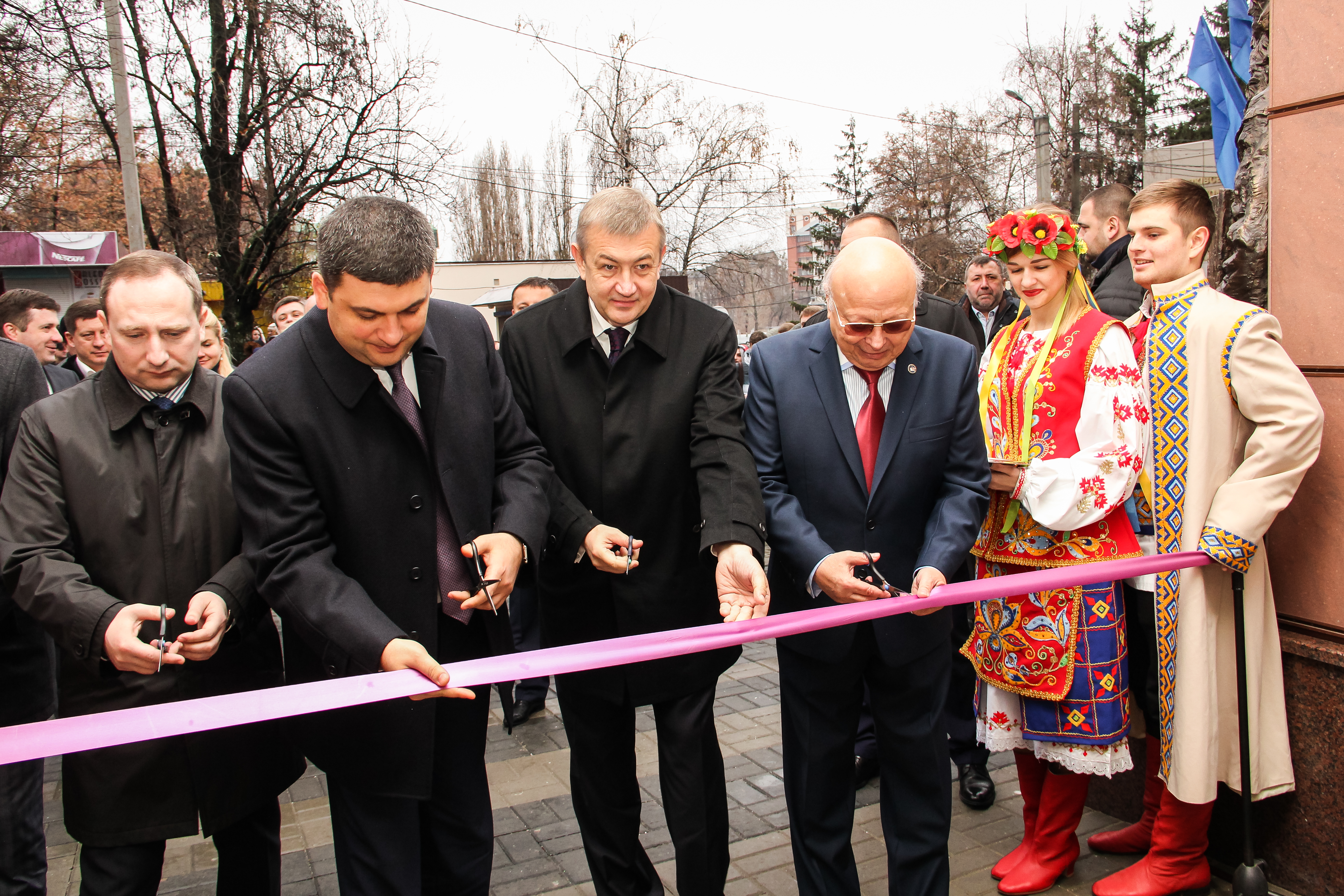
Голова Харківської обласної ради Сергій Чернов на церемонії відкриття нового Аудиторного корпусу Харківського національного економічного університету імені Семена Кузнеця з нагоди 85-річчя з дня засування університету. 30 листопада 2015 року.

25 листопада 2015 року обраний головою Харківської обласної ради VII скликання.
22 квітня 2016 року обраний головою Наглядової ради Національного юридичного університету імені Ярослава Мудрого.
На парламентських виборах 2019 року невдало балотувався до Верховної Ради України від партії «Опозиційний блок» на одномандатному виборчому окрузі №179, де набрав 17,47% голосів посівши 2-е місце.
25 жовтня 2020 року обраний депутатом Харківської обласної ради VIII скликання від партії «Блок Кернеса — Успішний Харків».
Представник України в Бюро CORLEAP (Конференція місцевих і регіональних влад країн Східного партнерства).
Член робочої групи з питань співробітництва Україна - ЄС.
Член колегії Міністерства регіонального розвитку, будівництва та житлово-комунального господарства України.
Член делегації України в Конгресі місцевих і регіональних влад Ради Європи на 2021 - 2026 роки.

## Особисте життя
Проживає в Харкові.
Одружений, дружина Світлана. Син - Дмитро (1985 р.н.).

## Особові відомості
За вагомий внесок у соціально-економічний розвиток Красноградського району, в знак великої поваги рішенням XXV сесії Красноградської районної ради від 21 серпня 2008 р. присвоєно звання «Почесний громадянин Красноградщини».
Почесний громадянин міста Харкова. Почесний громадянин Старосалтівської об'єднаної територіальної громади.
Державні нагороди
- Кавалер Ордена «За заслуги» ІІІ ступеня.
- Почесне звання «Заслужений працівник сільського господарства України»